# Sangster International Airport
Sir Donald Sangster International Airport (SIA) is een internationale luchthaven bij Montego Bay (Jamaica). Het is de drukste luchthaven van Jamaica en een van de drukste van het Caribisch gebied. Veel toeristen die Jamaica bezoeken vliegen op MoBay. De luchthaven is vernoemd naar Donald Sangster, de tweede premier van Jamaica.
Er is een start- en landingsbaan die gebruikt kan worden van 6 uur in de ochtend tot middernacht. Buiten deze uren is speciale toestemming vereist. De baan heeft een capaciteit van 33 vliegtuigbewegingen per uur. De terminal heeft 17 gates.
In 2017 maakten 4,2 miljoen passagiers gebruik van de luchthaven (2016: 3,9 miljoen). Het binnenlands luchtvervoer is minimaal en bijna alle passagiers reisden internationaal. Van alle internationale reizigers was twee derde afkomstig uit de Verenigde Staten, 17% uit Canada en 13% uit Europa.
In totaal maakten 27 luchtvaartmaatschappijen gebruik van SAI in 2017. Grote maatschappijen zijn American Airlines, Delta Air Lines, Southwest Airlines en JetBlue Airways. Ze onderhouden vanaf de luchthaven een netwerk met 61 bestemmingen, waarvan Toronto, New York, Atlanta en Fort Lauderdale het meest populair zijn.
In 1990 werd de Airports Authority of Jamaica (AAJ) verantwoordelijk voor de luchthavens in het land. In april 2003 heeft AAJ het beheer, maar niet het eigendom, van SIA overgedragen aan MBJ Airports Limited (MBJA). De aandeelhouder van MBJA is de Spaanse onderneming Desarrollo de Concesiones Aeroportuarias (DCA). In april 2015 nam het Mexicaanse bedrijf Grupo Aeroportuario del Pacífico (GAP) alle aandelen in DCA over. GAP betaalde US$ 192 miljoen aan de verkopende partij Abertis. DCA heeft een belang van 74,5% in MBJA en Vantage Airport Group de overige 25,5%.